# Dada Life
Dada Life ist ein schwedisches Electro-House-DJ-Duo aus Stockholms län, bestehend aus Olle Corneer und Stefan Engblom.

## Geschichte
Das Electro-House-Duo gründete sich 2006. Nach einigen Singles erschien 2009 ihr Debütalbum Just Do the Dada. Bekannt wurde das Duo als es im Jahr 2010 auf Platz 89 der alljährlichen Top-100-Liste der beliebtesten DJs des DJ Magazines gewählt wurde. Im gleichen Jahr war das Duo Vorband für Tiësto. 2011 gründete die Band ihr eigenes Label So Much Dada. Zudem waren sie Headliner auf dem Electric Daisy Day Festival in Los Angeles. 2012 erreichten ihre Singles Kick Out the Epic Motherfucker und Feed the Dada die Top 50 der schwedischen Charts. Gleichzeitig veröffentlichten sie ein Audio-Plug-In für Computer, das sie den „Sausage Fattener“ (Wurst-Fettmacher) tauften und mit dem man ihren spezifischen Bass-Sound erzeugen kann. 2012 erschien ihr zweites Album The Rules of Dada, das Platz 116 in den Billboard 200 erreichte. In Zusammenarbeit mit dem bahamaischen Sänger Sebastian Bach, der als Ex-Frontmann der Rockband Skid Row bekannt ist, produzierten sie das Lied Born to Rage, das am 11. November 2013 veröffentlicht wurde. Es erreichte Platz 53 der schwedischen Single-Charts.
Anfang des Jahres 2015 verloren Dada Life ihren Laptop am Stockholmer Flughafen. Nachdem sie hofften, durch Facebook auf denjenigen zu stoßen, der ihn gefunden hatte, wurden sie auf einer Seite namens „Dada Death“ kontaktiert, die dem Duo ein Bild des Laptops schickten. Statt ihnen den Computer zurückzugeben, posteten sie das Passwort und ein Bild der Mediathek, in der sämtliche noch nicht veröffentlichte Tracks zu sehen waren. Insbesondere der Post:
 "You think we’re joking about having the laptop you lost… what’s this then? We listened to your unreleased tracks. They were all shit, so we made a better version… release coming soon"
 "Ihr denkt, wir hätten den Laptop nicht… Was soll denn das dann hier sein? Wir haben eure unveröffentlichten Lieder gehört. Sie sind alle schlecht, also haben wir bessere Versionen gemacht… Release kommt bald"
 sorgte für Empörung und Aufsehen. Kurz darauf erschien auf der Musikplattform „SoundCloud“ ein Preview des Liedes We Are Kids Again, das jedoch nach kürzester Zeit gelöscht wurde. Dennoch wurde der Teaser unzählige Male gestreamt und erneut hochgeladen. Nachdem Dada Death Anfang Januar 2015 eine Vollversion des Liedes veröffentlichten, beschlossen Dada Life, ihre Version des Songs als Single zu veröffentlichen. Das Release erfolgte am 26. Januar 2015.

## Musikstil

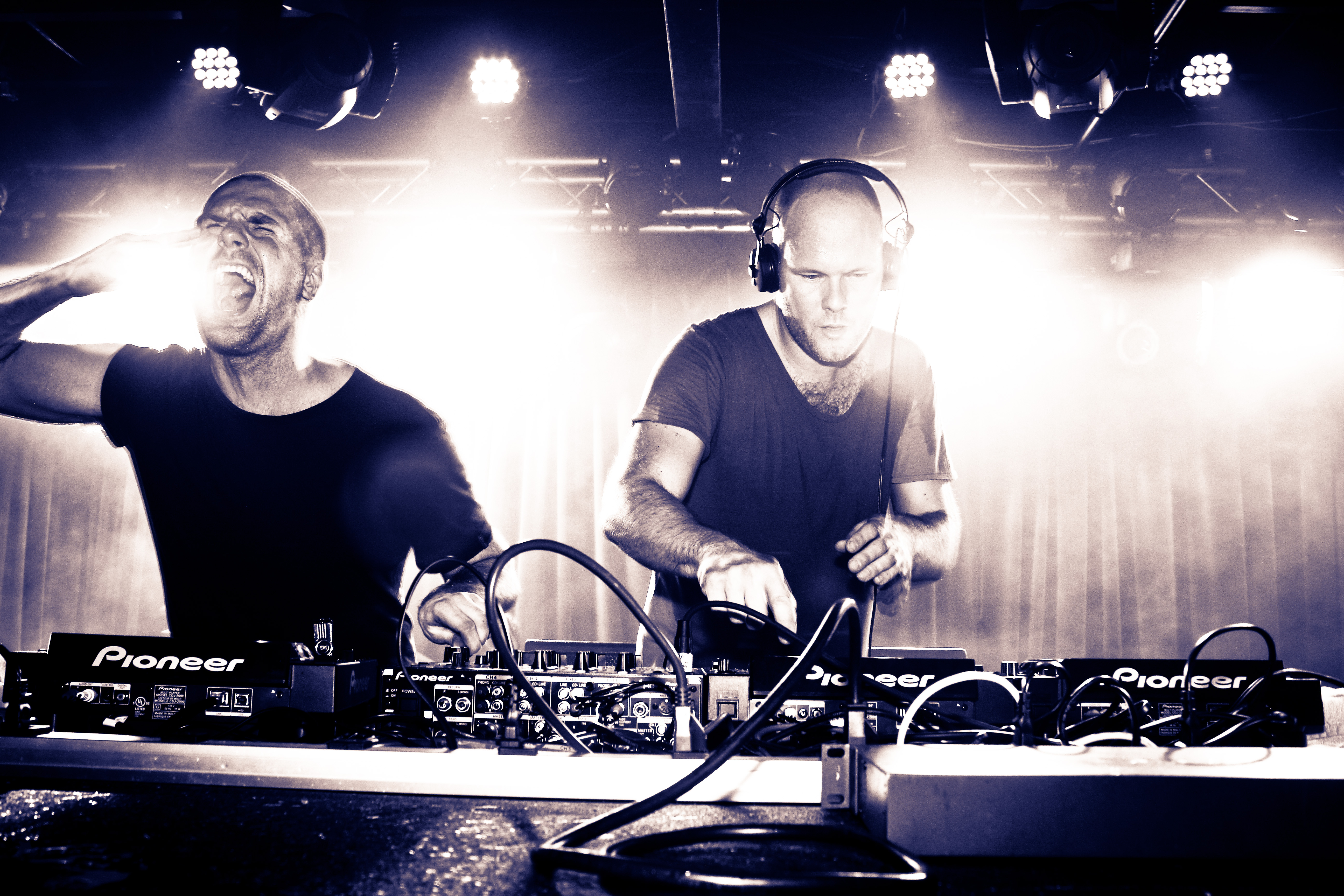
Dada Life bei einem Liveauftritt in der London Music Hall

Dada Life, der Name zeigt es bereits, sind vom Dadaismus beeinflusst, und verwenden verschiedene Symbole, die scheinbar nichts miteinander zu tun haben. Charakteristisch für das Duo sind Bananen und Champagner, die Bestandteil ihres Logos sind und die das Duo auch backstage haben möchte. Des Weiteren verwenden sie gerne Fleisch und Würste als Symbole für ihren „fetten“ Sound. Der Musikstil ist von poppigen, überwiegend schnellen Techno-Tracks geprägt. Das Duo remixt unter anderem Kylie Minogue und Chickenfoot und kollaboriert mit Dimitri Vegas, Like Mike und Tara McDonald. Musikalisch steht die Band zwischen KLF, Scooter und Skrillex. Als Titel und Lyrics verwendet das Duo absurde, dadaistische Slogans, die von der modernen Popkultur beeinflusst wurden. So stellt beispielsweise The Great Fashonista Swindle eine Parodie auf Sex Pistols The Great Rock ’n’ Roll Swindle dar und das Lied Bass Don’t Cry ist eine Anspielung auf The Cures größten Hit Boys Don’t Cry.

## Diskografie

### Alben
- 2009: Just Do the Dada (Hussle Recordings)
- 2010: Just Do the Dada: Extended + Remixes (Universal Music)
- 2012: The Rules of Dada (So Much Dada)
- 2015: Welcome To Dada Land
- 2018: Our Nation

### Singles
- 2006: Big Time
- 2007: The Great Fashionista Swindle
- 2007: This Machine Kills Breakfasts
- 2007: We Meow, You Roar
- 2008: Sweeter Than Fever
- 2008: Your Favourite Flu
- 2008: Fun Fun Fun
- 2008: Vote Yes!
- 2008: The Great Smorgasbord
- 2008: Cash In, Drop Out
- 2008: Happy Hands & Happy Feet
- 2009: Sweet Little Bleepteen
- 2009: Let’s Get Bleeped Tonight
- 2009: Smile You’re on Dada
- 2009: Love Vibrations
- 2010: Just Bleep Me (Satisfaction)
- 2010: Cookies with a Smile
- 2010: Tomorrow
- 2010: Unleash the F**king Dada
- 2011: White Noise / Red Meat
- 2011: Fight Club Is Closed (It’s Time for Rock’n’Roll)
- 2011: Happy Violence
- 2011: Kick Out the Epic Motherf**ker
- 2012: Rolling Stone T-Shirt
- 2012: Feed the Dada
- 2012: Boing Clash Boom
- 2013: Higher State of Dada Land
- 2013: Born to Rage
- 2013: This Machine Kills Ravers
- 2013: So Young So High
- 2014: Born To Rage (feat. Sebastian Bach)
- 2014: One Smile
- 2014: Freaks Have more fun
- 2015: Tonight We’re Kids Again
- 2015: One Last Night on Earth
- 2016: Red is the Color of Rage
- 2016: Yellow is the Color of Happiness

### Musikvideos
- 2009: Happy Hands & Happy Feet
- 2009: Let’s Get Bleeped Tonight
- 2010: Unleash the Fucking Dada
- 2011: White Noise / Red Meat
- 2011: Fight Club Is Closed (It’s Time for Rock’n’Roll)
- 2011: Happy Violence
- 2011: Kick Out the Epic Motherf**ker
- 2012: Rolling Stone T-Shirt
- 2012: Feed the Dada
- 2012: So Young So High
- 2014: One Smile

### Remixes
- 2007: Tonite Only – Where the Party’s At (Dada Life Remix)
- 2009: Alex Gopher – Handguns (Dada Life Remix)
- 2009: Dimitri Vegas & Like Mike – Under the Water (Dada Life Remix)
- 2009: Moonbootica – The Ease (Dada Life Remix)
- 2009: Moonflower & Abs – Feel Free (Dada Life Remix)
- 2009: Super Viral Brothers – Hot Chocolate (Dada Life Remix)
- 2009: Albin Myers – Times Like These (Dada Life Remix)
- 2009: Eric Prydz – Pjanooo (Dada Life Guerilla Fart Edit)
- 2010: MVSEVM – French Jeans (Dada Life Remix)
- 2010: Young Rebels & Francesco Diaz – Damascus (Dada Life Remix)
- 2010: Erik Hassle – Hurtful (Dada Life Remix)
- 2010: Gravitonas – Kites (Dada Life Remix)
- 2010: Tim Berg – Alcoholic (Dada Life Remix)
- 2010: Kaskade – Dynasty (Dada Life Remix)
- 2010: Dan Black feat. Kid Cudi – Symphonies (Dada Life Remix)
- 2010: Chickenfoot – Oh Yeah (Dada Life Remix)
- 2010: Kylie Minogue – All the Lovers (Dada Life Remix)
- 2010: Gravitonas – Religious (Dada Life Remix)
- 2010: Martin Solveig feat. Dragonette – Hello (Dada Life Remix)
- 2010: Bart Claessen – Catch Me (Dada Life Remix)
- 2010: Malente – Music Forever (Dada Life Remix)
- 2010: Boy 8-Bit – Suspense Is Killing Me (Dada Life Guerilla Fart #5)
- 2010: Staygold – Video Kick Snare (Dada Life Remix)
- 2010: Designer Drugs – Through the Prism (Dada Life Remix)
- 2011: Lady Gaga – Born This Way (Dada Life Remix)
- 2011: Kaskade feat. Haley – Dynasty (Dada Life Remix)
- 2011: Hardwell – Encoded (Dada Life Remix)
- 2011: Mustard Pimp – ZHM (Dada Life Remix)
- 2011: Afrojack & R3hab – Prutataaa (Dada Life Remix)
- 2011: Duck Sauce – Big Bad Wolf (Dada Life Remix)
- 2011: Chuckie – Who Is Ready to Jump (Dada Life Remix)
- 2012: Justin Bieber – Boyfriend (Dada Life Remix)
- 2012: Madonna – Girl Gone Wild (Dada Life Remix)
- 2013: Benny Benassi – Satisfaction (Dada Life Remix)
- 2013: Marina and the Diamonds – How to Be a Heartbreaker (Dada Life Remix)
- 2013: Bingo Players – Out of My Mind (Dada Life Remix)
- 2013: Andybody – The First Bass Is the Deepest (Dada Life Edit)
- 2013: Major Lazer – Bubble Butt (Dada Life Remix)
- 2014: Jessie J, Ariana Grande & Nicki Minaj – Bang Bang (Dada Life Remix)